# マリアーノ・コメンセ
マリアーノ・コメンセ（伊: Mariano Comense）は、イタリア共和国ロンバルディア州コモ県にある、人口約2万5000人の基礎自治体（コムーネ）。
県都コモ、カントゥに次いで、県内第3位のコムーネ人口を有する。

## 地理

### 位置・広がり
コモ県南部、ブリアンツァ地方のコムーネ。県都コモから南南東へ14km、モンツァから北北西へ15km、州都ミラノから北へ26kmの距離にある。

#### 隣接コムーネ
隣接するコムーネは以下の通り。MBはモンツァ・エ・ブリアンツァ県所属。
- ブレンナ - 北
- カルーゴ - 北東
- ジュッサーノ (MB) - 東
- セレーニョ (MB) - 南
- カビアーテ - 南西
- レンターテ・スル・セーヴェゾ (MB) - 西
- ノヴェドラーテ - 西
- フィジーノ・セレンツァ - 北西
- カントゥ - 北西

### 地震分類
イタリアの地震リスク階級 (it) では、4 に分類される
。

## 行政
- 市長: ジョヴァンニ・マルキージオ (Giovanni Marchisio) - 2019-05-26より

## 教育

### 幼稚園
- 「11月4日」総合的な学校
  - ジュゼッペ・ガリバルディ幼稚園
  - サルヴォ・ダックイスト幼稚園
- 「ドン・ミラーニ」総合的な学校
  - ジャルティーノ幼稚園
  - マリア・モンテッソーリ幼稚園

### 小学校
- 「ドン・ミラーニ」総合的な学校
  - ペルティカトのドン・ミラーニ小学校
  - ジョヴァンニ・デル・クルト小学校
- 「11月4日」総合的な学校
  - 11月4日小学校
  - ダンテ・アリギエーリ小学校

### 中学校
- 「ドン・ミラーニ」総合的な学校
  - ペルティカト中学校
- 「11月4日」総合的な学校
  - ダンテ・アリギエーリ中学校

### 高等学校
- ジャン・モネ高等学校
- マジストリ・クマチーニ高等学校

## 交通

### 鉄道
- ミラノ＝アッソ線（イタリア語版）
  - マリアーノ・コメンセ駅（イタリア語版）
- ミラノ近郊鉄道S2線
  - マリアーノ・コメンセ駅

### 県道
- コモ県道SP32号
- コモ県道SP36号

### 路線バス
- アウトグイドヴィエバス (Autoguidovie)
  - z221線 (セスト・サン・ジョヴァンニ - モンツァ - マリアーノ・コメンセ)

- ASFアウトリネーバス (ASF Autolinee)
  - C45線 (コモ - インヴェリーゴ - カントゥ)
  - C80線 (カントゥ - メーダ - モンツァ)
  - C81線 (カントゥ - マリアーノ・コメンセ - ペルティカート)
  - C82線 (カントゥ - カリマーテ - ノヴェドラーテ - マリアーノ・コメンセ)